# João Fahrion
Pour les articles homonymes, voir Fahrion.
João Fahrion (4 octobre 1898 – 11 août 1970) est un peintre, illustrateur, graveur et professeur brésilien. 
Il mène une vie discrète, entièrement consacrée à sa carrière, mais à certaines périodes, il apprécie la scène bohème. Il a passé de nombreuses années dans un état de dépression périodique, qui l'a laissé dans l'incapacité de travailler pendant les dernières années de sa vie. Il a reçu une solide formation académique, étudiant à Amsterdam, Berlin et Munich grâce à une bourse du gouvernement de Rio Grande do Sul. Il est également entré en contact avec l'avant-garde moderniste et a été influencé par celle ci. Dans les années 1930 et 1940, il a été un illustrateur prolifique pour la Revista do Globo et les livres pour enfants publiés par Editora Globo (pt), créant des images en accord avec l'esthétique moderniste qui circulait dans tout le Brésil et qui le créditait comme l'un des grands illustrateurs de sa génération. Il a enseigné à l'Institut des Beaux-Arts (pt) de Porto Alegre de 1937 à 1966, où il a été considéré comme un excellent professeur, formant des générations d'étudiants.
En peinture, il a laissé un œuvre important, centré sur des portraits, des autoportraits et des scènes des coulisses du théâtre et du cirque. Les portraits, de grande qualité, de facture classique et destinés à l'élite gaucho, lui ont apporté une renommée considérable au sein de ce cercle. Ses autoportraits et ses scènes de genre, dans lesquels l'influence de la Nouvelle Objectivité et de l'Expressionnisme allemand apparaît clairement, sont les éléments, avec ses illustrations, dans lesquels sa contribution est la plus originale et la plus rénovatrice dans l'histoire de l'art de son pays. Aujourd'hui, son nom semble définitivement établi dans le Rio Grande do Sul ; il est considéré par des critiques brésiliens comme un maître, et il y a un consensus sur le fait que son travail doit être mieux connu et rendu public, surtout dans le reste du Brésil. Nombre de ses œuvres sont conservées dans des collections privées et publiques.

## Biographie

### Jeunesse
João Fahrion est né à Porto Alegre le 4 octobre 1898, fils de Johann Willelm Fahrion, propriétaire d'une scierie à Novo Hamburgo, et de Lina Catarina Ganns, issue d'une riche famille de São Leopoldo. Il avait un frère aîné nommé Ricardo, de cinq ans son aîné. À huit ans, son père disparaît dans des circonstances tragiques : déprimé et criblé de dettes, il s'est suicidé. Sa mère, tombée dans la pauvreté, a dû chercher du travail et a retiré Ricardo de l'école. Lina a appris les techniques élémentaires de l'odontologie et a voyagé dans l'intérieur de l'État pour faire des plombages et extraire des dents, gagnant ainsi sa vie, aidée par Ricardo. João, en revanche, avait une santé fragile et un tempérament instable, et était constamment protégé par sa mère. Selon un récit de Carlos Raul Fahrion, le neveu de l'artiste, au lycée, João était dissipé et isolé, il ne parlait à personne, était distrait en classe et passait son temps à dessiner, ce qui le divertissait aussi à la maison.
Son premier professeur de dessin est Giuseppe Gaudenzi, décorateur et sculpteur italien de formation académique, qui enseigne à l'école technique de Parobé. Sous sa tutelle, João a exposé ses œuvres pour la première fois en 1920, au grand magasin Esteves Barbosa, avec un bon accueil. La même année, il a reçu une bourse du gouvernement de l'État pour partir se perfectionner en Allemagne.
Son apprentissage en Europe est peu documenté. Accompagné de sa mère et de son frère, il séjourne d'abord à Amsterdam, puis à Munich, et s'installe finalement à Berlin. Dans cette ville, il entre à l'Académie des Beaux-Arts, se consacrant à la lithographie et à la peinture, Arthur Lewin-Funcke, et peut-être aussi Otto Mueller, qui était lié au groupe Die Brücke font parte de ses maîtres connus. Berlin était à cette époque un centre culturel animé, bien que la ville fut, selon Ramos, décadente : les cabarets à l'atmosphère sordide s'y sont multipliés, la corruption est courante et la pauvreté, répandue. João Fahrion s'est associé à un groupe de Juifs qui aimaient le théâtre et la vie de bohème, et ce n'est qu'avec eux qu'il sortait pour socialiser. Cependant, il prend contact avec des artistes de l'avant-garde moderniste, certains partisans de l'expressionnisme ou de la Nouvelle Objectivité, d'autres liés à la fondation du Bauhaus, qui prônent l'intégration de l'art dans l'artisanat et l'industrie et la restructuration des académies, dans le contexte d'une Allemagne qui cherche à se reconstruire après la Première Guerre mondiale.

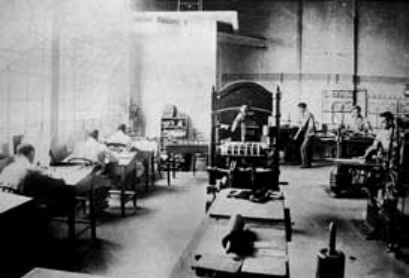
L'atelier graphique de Livraria do Globo, à Porto Alegre.

Cependant, João ne put terminer son cursus universitaire. Sa mère était préoccupée par les influences que João pouvait recevoir de la « mauvaise compagnie » dans laquelle il se trouvait et, surtout, elle était hantée par le spectre de la dépression, dont elle savait qu'elle menaçait son fils, tout comme son père en avait été victime et, avant cela, son grand-père, lui aussi suicidaire. En 1922, à contrecœur et sous la pression de sa famille, João Fahrion retourne à Porto Alegre.

### Carrière

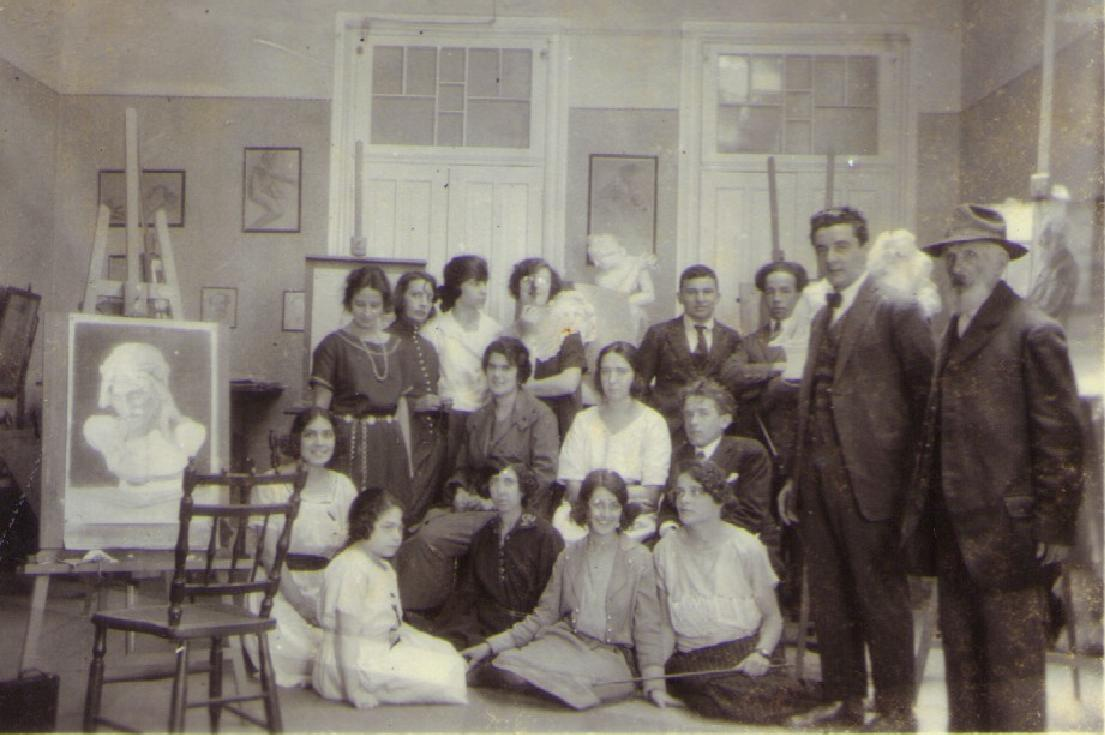
Étudiants dans le studio de l'École des arts de Porto Alegre en 1925.

La même année, il expose avec succès au Salão Nacional de Belas Artes (Salon national des Beaux-arts), à Rio de Janeiro, où il reçoit la médaille de bronze. En 1924, il reçoit la médaille d'argent au même salon. L'année suivante, il réapparaît sur la scène du Rio Grande do Sul en participant à l'important Salão de Outono (Salon d'automne). Bien que reconnu comme un talent, l'environnement artistique de l'État est encore modeste et il doit se contenter d'emplois « mineurs » d'illustrateur et de décorateur. Il livre des dessins destinés à la revue Madrugada et aux rubriques du Diário de Notícias. Pour augmenter ses revenus, il commence, entre 1927 et 1930, à donner sporadiquement des cours de dessin à l'Escola Complementar de Pelotas. Il est également décorateur pour des fêtes et autres événements dans des clubs de Porto Alegre.
Cependant, en 1929, il parvient à obtenir un poste permanent dans l'atelier d'illustration de l'importante maison d'édition Editora Globo (pt), qui est alors dirigée par Ernst Zeuner. Très vite, Fahrion s'est distingué dans l'équipe, étant très admiré par ses collègues. Globo a publié diverses publications avec les illustrations de Fahrion, parmi lesquelles des livres pour enfants à grand tirage, comme Alice au pays des merveilles, Heidi et L'Île au trésor, et la célèbre Revista do Globo, dont Fahrion a composé les couvertures des dizaines de fois. L'environnement de travail était très animé avec la participation d'autres artistes et de visiteurs, mais le salaire couvrait à peine les besoins fondamentaux de l'artiste.
Vivant toujours avec un budget serré, et de nouveau grâce à l'intervention de sa famille, il accepte en 1937 un poste plus prestigieux, celui de professeur de dessin et de peinture sur modèle vivant à l'Institut libre des beaux-arts de Porto Alegre (pt) ; il quitte alors son poste à Globo. Son problème de dépression était récurrent, mais le directeur de l'école, Tasso Corrêa, était au courant de la situation et a décidé de le soutenir, comptant également sur l'aide d'Ângelo Guido, professeur d'histoire de l'art et critique d'art influent dans la presse, et d'un autre professeur, Benito Castañeda (pt). Tasso a même fermé les yeux sur les fréquentes absences de Fahrion, empêché d'assumer ses fonctions et d'enseigner par une dépression qui le laissait parfois prostré pendant des semaines, qu'il passait enfermé chez lui à pleurer,. En tout cas, l'expérience et la qualification de Fahrion en tant que graphiste étaient utiles à l'Institut, dans le contexte de la restructuration des cours académiques qui avait été imposée par le gouvernement fédéral par le biais du décret no 19.851 de 1931.
Le personnel d'Editora Globo se réunissait parfois dans les bars pour discuter de thèmes artistiques, parmi lesquels le manque d'espaces d'exposition dans la ville. De ces rencontres résulte la création, en 1938, de l'Associação Riograndense de Artes Plásticas Francisco Lisboa (pt), dont Fahrion est l'un des fondateurs et aux salons de laquelle il participe. L'Association, principalement par le biais de son Salon, a représenté un forum de discussion et de diffusion des œuvres de nombreux artistes qui ne pouvaient pas trouver de place dans l'Institut des Arts et se sentaient exclus du circuit officiel, et elle est à ce jour l'une des plus importantes associations artistiques de l'État brésilien.
L'humeur de João changeait constamment. Comme l'a dit son neveu, « quand il était euphorique, il peignait et s'empiffrait sans arrêt. Puis il pensait que tout était très bien et tranquille, et alors il offrait des œuvres d'art en cadeau à la première personne qui se présentait ». La famille a eu beaucoup de mal à faire face à cette situation. Ils savaient que les cycles se répétaient, et qu'après l'euphorie, l'artiste allait certainement replonger dans l'ombre angoissante de la maladie, et qu'alors, il détruirait furieusement une grande partie de ce qu'il avait fait auparavant. Fahrion a été hospitalisé à plusieurs reprises dans des cliniques spécialisées pour tenter de contrôler ses symptômes, recevant même des électrochocs, dont il est ressorti plus calme, mais de plus en plus introspectif et taciturne. L'artiste a cependant déclaré un jour qu'il ne renoncerait pas à sa maladie, car il reconnaissait que celle-ci jouait un rôle important dans la stimulation de son talent créatif. Selon les récits familiaux, il est tombé un jour amoureux d'un de ses modèles, une femme mulâtre, mais sa famille s'est opposée au mariage.
En 1945, sa mère meurt, ce qui lui donne une liberté qu'il n'a connue que brièvement lors de ses études en Allemagne, car celle-ci a toujours exercé un contrôle strict sur son fils. Il vit désormais avec son frère, sa belle-sœur et son neveu, entouré de nombreux chats. Il recommence à fréquenter la scène bohème, où beaucoup d'autres artistes et intellectuels sont également des habitués, enregistrant la vie nocturne de Porto Alegre à travers plusieurs caricatures et peintures, y compris des scènes représentant les coulisses du théâtre, l'un de ses sujets favoris. En même temps, son prestige en tant qu'illustrateur et portraitiste est solidement établi. À partir des années 1940, il est de plus en plus sollicité pour exécuter des portraits de personnalités de l'élite gaucha, en particulier de femmes, et reçoit plusieurs prix dans des salons d'art.

### Dernières années
À la fin de sa vie, il a souffert d'un arrêt complet de sa créativité à cause, selon Antônio Hohlfeldt, de la progression de la sclérose, et il ne se sentait plus capable de dessiner même de simples objets, ce qui l'a profondément attristé. Contraint par l'urgence financière, il n'abandonne pas totalement la peinture, mais il affirme que cette production tardive et de nécessité ne vaut rien par rapport à ce qu'il a fait auparavant,.
En 1966, déjà bien affaibli, il est mis en retraite obligatoire par l'Instituto de Artes, aujourd'hui rattaché à l'Université fédérale du Rio Grande do Sul (UFRGS), mais il fréquente encore l'académie pendant quelque temps pour suivre l'évolution des étudiants.
En 1970, sur son lit de mort, étant resté célibataire toute sa vie, il a épousé sa belle-sœur, déjà veuve, afin que la pension qu'il recevait de l'UFRGS lui soit transmise, en récompense des nombreuses années de soins qu'il avait reçus chez elle.

### Personnalité
João Fahrion, « spirale de culture enchantée » ((pt) caramujo de cultura invejável), comme l'a appelé le journaliste Justino Martins, reste une figure énigmatique. José Bertaso, de l'Editora Globo, a déclaré qu'il était « l'une des personnes les plus intéressantes qu'[il ait] rencontrées, bien qu'il soit un homme de peu de mots ». Waldeny Elias, l'un de ses étudiants, a déclaré que « Fahrion était l'une des créatures les plus pures qu'[il ait] jamais rencontrées. Bien que tranquille, pour ceux qui vivaient avec lui, il [était] plein de traits d'esprit, très « voltairiens » et dans son cercle d'amis, il aimait la glosa (pt). [...] et avait une grande capacité humaniste ». Alice Soares et Alice Brueggemann ont rappelé qu'il racontait parfois des histoires qui faisaient « éclater de rire » tout le monde.
Les souvenirs des élèves mentionnent qu'en tant que professeur, il était très organisé et méthodique, qu'il accordait une attention particulière à chacun, quoique très timide. Son regard, cependant, semblait traverser les gens : « ses yeux ne se fixaient pas sur le monde, mais sur des distances infinies », comme le disait l'architecte Alice Loforte, qui fut son élève dans les années 1950. Bien qu'il ait exercé des fonctions administratives au sein de la Congrégation de l'Institut, Círio Simon, qui a enquêté sur l'histoire de l'institution, n'a pas trouvé une seule trace écrite de ses opinions sur l'enseignement ou sur sa pensée artistique, à la hauteur de sa réputation d'homme isolé et silencieux. Alice Soares, sa collègue enseignante, a de nouveau donné une impression différente, disant que Fahrion était effectivement renfermé, mais que dans les réunions de la faculté, il avait toujours un mot intéressant à dire et qu'il était capable d'exposer brillamment ses arguments lorsque cela était nécessaire. De plus, des caricatures de lui représentant des professeurs et des étudiants survivent qui révèlent sans mots sa perception, subtile et cinglante, de l'environnement universitaire.

## Œuvre

### Contexte et début de carrière
João Fahrion apparaît sur la scène artistique du Rio Grande do Sul en 1925, « lancé » au célèbre Salon d'Automne de Porto Alegre, aux côtés d'autres débutants comme Sotero Cosme, Oscar Boeira (pt) et Antônio Caringi. Organisé par des membres du Grupo dos Treze (Groupe des Treize), parmi lesquels Helios Seelinger et Fernando Corona, l'un des plus grands mérites du Salon, selon les termes de Flávio Krawczyk, était de révéler au public le travail de ces nouveaux talents, qui allaient plus tard se faire un nom.
Le Groupe des Treize a été l'une des forces du renouveau moderne des arts du Sud, toujours basé sur les conventions de l'académisme. À cette époque, un débat s'amorçait au sein de l'État — qui allait durer des décennies — entre les universitaires et les modérés. Un nouveau modèle de civilisation apparaissait et luttait pour s'imposer dans un contexte dominé par les conventions traditionalistes, qui étaient consacrées dans l'idéal de l'art académique. Le Rio Grande do Sul était alors gouverné par une oligarchie politique de nature autoritaire mais progressiste, qui était guidée par la doctrine du castilhisme, la version locale du positivisme. Ce contexte idéologique explique la grande rurbanisation que la capitale gaucho a connue au début du XXe siècle, qui a radicalement changé le visage de la ville, remplaçant les modestes maisons coloniales par des immeubles de plusieurs étages aux façades ornées et de somptueux édifices publics de dimensions palatiales, et les rues étroites par de larges boulevards et avenues. Le renouvellement urbain a été bien accueilli par la population, même dans l'art de l'illustration les nouveautés ont eu un succès plus immédiat, mais dans les arts visuels dits « érudits » les vieux canons avaient encore beaucoup de poids. Seuls ceux qui pouvaient consommer cet art étaient l'élite riche, pour qui l'académisme avait encore un fort attrait en tant que symbole de statut, de richesse, de pouvoir et de tradition,,,.
Le Salon d'automne a donc été un tournant, et après lui, il y a eu une ouverture pour débattre autour de nouveaux courants artistiques. Les modernistes se regroupent au Clube Jocotó et dans d'autres espaces informels, tandis que l'Instituto Livre de Artes, fondé en 1908, reste pendant quelque temps un bastion du traditionalisme, où Angelo Guido pontifie en théorie et en critique et où Libindo Ferrás dirige les cours pratiques de peinture, tous deux à tendance académique,.
Malgré une résistance initiale inévitable, le modernisme a fini par s'imposer au cœur de la production locale. Au cours de la décennie suivante, il est même adopté par les autorités : à la grande exposition du centenaire de Farroupilha en 1935, promue par le gouvernement de l'État, les pavillons temporaires érigés pour accueillir les exposants sont d'une esthétique moderniste vigoureuse, audacieuse et créative. À l'Institut, les générations se succèdent et les nouvelles apportent de nouvelles références. À la mort du professeur Francis Pelichek en 1937, Fahrion a été invité à enseigner le dessin sur modèle vivant. Bien que Guido ait encore de sérieuses réserves à l'égard de nombreux principes modernistes — il insiste sur la distinction entre « être moderne » et « être moderniste » — il fait l'éloge de João Fahrion et mentionne l'accueil enthousiaste que ses peintures ont déjà reçu à Rio de Janeiro. Parlant de son travail d'illustrateur, puisque Fahrion s'était également imposé comme l'un des meilleurs de l'État, il a déclaré qu'il était d'une « fine sensibilité ».

### Maturité: cœur de l'œuvre

#### Illustration
João Fahrion est devenu célèbre en tant qu'illustrateur dans une phase que Sergio Miceli a appelée le boom de l'édition des années 1930, lorsque le marché de l'édition brésilien a commencé à investir dans la production locale et moins dans les importations. Les genres préférés par un public de lecteurs de plus en plus nombreux sont les aventures, les intrigues épiques et historiques, les romans d'amour et les livres pour enfants, ainsi que les magazines culturels, qui mêlent littérature, mode, conseils aux femmes au foyer, nouvelles sociales et politiques, sport et cinéma, et divertissement rapide. Dans cette vague de consommation et d'édition, l'illustration a été l'un des points forts de ces publications. Les images reproduites à l'impression provenaient d'originaux produits sous la forme de peinture à l'huile, gouache, gravure, aquarelle, dessin et autres techniques, et possédaient souvent de grandes qualités plastiques et un style novateur. En fait, cette littérature a été l'une des plus efficaces pour diffuser les principes du modernisme dans tout le Brésil, permettant de grandes libertés formelles dans les illustrations qu'elle offrait. On pouvait les utiliser à la fois comme images autonomes et comme illustrations de textes. Pour les plasticiens de l'époque, c'est un grand champ de travail qui s'est ouvert, bien que la profession d'illustrateur soit considérée comme un art mineur, et souvent méprisée par les artistes ayant des prétentions à l'érudition. Dans le cas de Fahrion, elle a été à la fois un gagne-pain et un tremplin pour le développement de son talent dans le cadre de lignes originales et audacieuses.
Ses premières expériences sur le terrain ont eu lieu lorsqu'il a travaillé, avec Sotero Cosme, comme directeur artistique du magazine Madrugada, lancé en 1926 et d'une trajectoire éphémère. Lié au modernisme, ce magazine se distingue par l'audace de son travail graphique, mais c'est à l'Editora Globo que sa réputation d'illustrateur se consolide. Basée à Porto Alegre, Globo a été la première imprimerie linotype au Brésil, avec une typographie automatisée et une presse offset bicolore. Elle avait une ligne éditoriale large et variée et un public captif, lançant des ouvrages qui ont circulé dans tout le pays. L'une de ses publications les plus connues était la Revista do Globo, qui, à son apogée, était la deuxième plus grande publication nationale après O Cruzeiro (pt). Elle a rapidement introduit d'autres améliorations techniques dans l'imprimerie et a également commencé à investir dans la littérature, en publiant des romans classiques avec ses propres traductions, ainsi que des éditions pour enfants. L'équipe d'illustrateurs de la maison était dirigée par Ernst Zeuner, qui est devenu le doyen vénéré d'une sorte d'académie d'art informelle, où une dynastie de créateurs visuels importants pour l'histoire des arts de l'État a été éduquée et s'est épanouie, parmi lesquels Sotero Cosme, Oscar Boeira (pt), Francis Pelichek, João Faria Viana, Gastão Hofstetter (pt), Edgar Koetz, Vitório Gheno et Nelson Boeira Faedrich, dont Fahrion, qui s'est distingué dès qu'il a rejoint l'équipe. Ils devaient créer tout ce qui avait trait à l'illustration et à la conception graphique, des scènes figuratives complexes aux simples vignettes, lettrages et cadres de photos. Malgré l'aura presque mythique qui s'est créée autour de l'atelier de Globo, il s'agissait en réalité presque d'une chaîne de montage, répondant à des exigences extrêmement objectives et avec une intention commerciale, c'est-à-dire qu'ils devaient pratiquement séduire et divertir le public. C'est pourquoi les images devaient avoir une forte note de nouveauté, de créativité, de fantaisie et même d'audace et d'humour ; elles devaient être en phase avec les modes, et avaient souvent un caractère d'affiche. Le mot d'ordre était « être moderne ».
Fahrion a illustré la couverture et/ou l'intérieur de plus de cinquante ouvrages, la plupart destinés à un public d'enfants. Ses créations les plus importantes dans ce domaine sont les illustrations pour Alice au pays des merveilles, de Lewis Carroll, Heidi, de Johanna Spyri, L'Île au trésor, de Robert Louis Stevenson, David Copperfield, de Charles Dickens, et Les aventures de l'avion rouge (pt), d'Érico Veríssimo, où, selon Ramos, son inventivité a atteint son apogée. Dans la littérature pour adultes, il faut souligner la série des Noite na Taverna (pt) et Macário (pt) d'Álvares de Azevedo, publiés dans le même volume en 1952, des textes sombres, violents et sensuels où l'expressionnisme frise avec le délire et le surnaturel, qualités qui se reflètent avec vigueur dans les compositions de Fahrion. Selon le témoignage de son neveu, Fahrion a lu attentivement tous les livres qu'il a illustrés, en essayant de pénétrer l'esprit du récit. Il préfère les histoires qui se déroulent à des époques et dans des pays lointains. Parmi les couvertures, celle du roman La Terre chinoise, de Pearl Buck, était la préférée de l'artiste. Il faut également noter les couvertures de biographies, avec des portraits des biographes, tels que Érasme, Grandeur et décadence d’une idée de Stefan Zweig et Christine von Schweden d'Oskar von Wertheimer, qui ont puissamment saisi la personnalité de leurs sujets. Dans beaucoup d'entre eux, Fahrion a donné aux figures des couleurs surréalistes, ajoutant à l'impact visuel.
En tant qu'artiste attitré des couvertures du magazine Globo, Fahrion a également été prolifique, bien que ces dernières soient plus légères et plus orientées vers la consommation immédiate. Mais dans leur genre, elles sont tout aussi fascinantes par l'élégance, la diversité et l'inventivité de leurs compositions et de leurs dispositifs graphiques : bon nombre de ces couvertures montrent une forte influence de l'Art déco, avec ses mélindros[Quoi ?] typiques ; dans certaines, l'influence des affiches de films et du graphisme publicitaire d'hollywoodien émerge, préfigurant même le Pop Art ; d'autres reproduisent des portraits de mondains glamour, avec un profil plutôt académique ; dans d'autres encore, il peint des scènes imprégnées d'une « brésilienneté » archétypale, comme le carnaval dans les clubs, les hommes masqués, la belle mulâtre et le vieux pêcheur au bord de la plage, la vie de bohème, parfois dans un climat de caricature innocente et de bonne humeur. En termes de traitement de l'image, il est passé facilement d'une ligne graphique épurée à un recouvrement total de la surface avec des couleurs en sfumatos subtils. Et pour prouver à quel point il était un artiste prestigieux, dans un numéro, la couverture du magazine était son propre autoportrait, apparaissant avec des lunettes épaisses, un chapeau melon, fumant, devant une toile, un rare privilège accordé aux illustrateurs à l'époque. Pratiquement tous les originaux de ces illustrations ont été perdus, car ils sont restés en possession de l'éditeur, à l'exception notable de la série des Noite na Taverna (pt), sauvée par l'artiste lui-même, scandalisé par le traitement négligent que ses œuvres ont reçu après avoir été utilisées pour la reproduction imprimée,.

#### Peinture
Le travail de Fahrion en peinture peut être divisé en deux grands groupes : les œuvres de commande et celles créées de son propre chef. Le premier groupe est généralement constitué de portraits de membres de la haute société de Porto Alegre. Souvent, ce n'était pas une œuvre qui lui plaisait, il fallait que le peintre ressente une empathie pour le modèle, ce qui ne se produisait pas toujours. En tout cas, le portrait commandé lui a valu une large reconnaissance publique. La plupart de ces œuvres sont des portraits de femmes, de grandes dames dans leurs robes somptueuses, leurs bijoux et tout l'appareil scénique de leur exquis environnement domestique, incluant souvent dans la peinture des objets à valeur symbolique, comme un livre dans les mains pour signifier la culture de la personne représentée, une statuette pour dire qu'elle s'intéresse à l'art, ou qu'elle a une fortune suffisante pour se permettre d'en acquérir. Plusieurs de ces peintures ont finalement été publiées sur les couvertures du Globe Magazine, qui était comme un véritable défilé de mode et le reflet de la société de l'époque. Fahrion a produit des dizaines de portraits entre les années 1940 et 1960.
Dans ces œuvres, Fahrion est généralement plus conservateur — notamment parce qu'il avait besoin de plaire à ses mécènes conservateurs — mais il demeure élégant et sophistiqué, et peut introduire des innovations de manière subtile, dans la composition des fonds et des plans, dans les motifs décoratifs et dans certains traits qui trahissent sa spécialisation dans les arts graphiques et révèlent l'importance du dessin dans son travail pictural, et il peut explorer la richesse des matériaux qu'il représente dans une palette inhabituelle, pleine de bleus et de verts exotiques dans des combinaisons originales. Sa formation académique se révèle dans la structure solide de la composition, dans le bonheur de la construction anatomique, dans la modélisation efficace des volumes, dans le maniement suggestif de la lumière, dans la fluidité du coup de pinceau. Les femmes sont souvent transfigurées en divas, d'une beauté statuaire et quelque peu froide, mais qui en même temps font ressortir leur sensualité, soit par le luxe des décors, soit par la beauté physique de ces femmes elles-mêmes, aux épaules et aux bras nus et aux silhouettes de sirènes,. Comme l'a dit Maria Amélia Bulhões, ces portraits sont importants car ils témoignent de « la condition essentielle de la femme dans une société conservatrice : à la fois sensuelle et retenue ». Parmi ceux-ci, figurent entre autres les portraits de Helga Marsiaj, Luísa di Primio Conceição et Maria José Cardoso. Dans d'autres, s'exprime un climat de plus grande timidité, ou de plus grande informalité, comme le sont les portraits d'Inge Gerdau et de Roseli Becker.
Mais sa production la plus personnelle en peinture sont les coulisses du théâtre et du cirque, et les autoportraits, où l'influence de l'expressionnisme et de la Nouvelle Objectivité allemande est la plus évidente. Pour Diana da Cunha, avec ces œuvres, il se révèle un pionnier, étant « l'un des premiers artistes locaux à briser l'hégémonie des paysages de campagne ». Les scènes, bien qu'elles se réfèrent à l'environnement théâtral, sont toutes des compositions de studio, et sont particulièrement intéressantes pour leur caractère presque abstrait, concentrant une grande force dans des arrangements très formalisés de figures humaines qui ne montrent aucune relation plus grande entre elles, apparemment inconscientes de tout ce qui se passe autour d'elles, chacune immergée dans son propre drame, ses souvenirs, dans de vagues espoirs et l'oubli de soi, qui sont véhiculés par des regards perdus dans le néant. Les clowns et les pierrots, les danseurs et les magiciens, qui vivent pour apporter de la joie aux autres, semblent pensifs, abattus, mélancoliques, curieux. Cela, ajouté à leurs couleurs inhabituelles et à leur éclairage théâtral, donne à ces œuvres une atmosphère presque onirique ou surréaliste, et leur confère un sentiment poignant de solitude, de malaise et d'étrangeté. Parmi ce groupe figurent par exemple Camarim (« Dressing », 1942), Bastidores (« Coulisse », 1951), Duas mulheres com figuras (« Deux femmes avec des figures », 1959), Bailarina com espelho (« Danseuse avec un miroir », 1961) et Cena de circo (« Scène de cirque », non daté). L'artiste s'est parfois inclus dans ces compositions, fantasmées ou non, comme dans son Auto-retrato entre modelos (« Autoportrait parmi les modèles », non daté), que Maria Amélia Bulhões a décrit comme un aspect de son travail :

« Il n'y a pas de fausse illusion d'un instantané capturé ; au contraire, il y a toujours la construction d'une scène. Un montage presque théâtral établit l'image présentée sur la toile. La préparation détaillée de la posture et de la gestuelle des modèles faisait partie de sa dynamique créative, constituant le premier moment de sa forme structurante. À une époque où les constructions académiques, dans lesquelles le modèle était proposé comme faussement réel, ne convenaient plus, il s'est courageusement attaqué à l'artificialité scénographique, sans même chercher l'instantanéité photographique fictive des standards modernes. »

#### Autres œuvres
Le reste de sa production est un groupe hétérogène et de tous le moins connu et étudié, composé de quelques peintures et dessins de paysages et scènes d'intérieurs, d'une poignée de lithographies et de peintures murales, ainsi que nombreux croquis de toutes sortes. Ses caricatures sont remarquables pour leur capacité à représenter par des traits précis et détaillés la grande variété de teints, de physionomies et de gestes des types humains populaires dans leur environnement habituel. L'artiste assume avec eux le rôle d'un chroniqueur perspicace de la vie quotidienne, doté d'une grande verve ironique, mais sensible au pathos inhérent à la condition humaine. Les caricatures du Bar Panamericano, l'intérieur d'un tramway et la file d'attente des bus en sont des exemples. Il existe également une caricature montrant trois collègues de l'Instituto de Artes, Angelo Guido, Fernando Corona et Luiz Maristany de Trias, aux apparences peu flatteuses, et ses étudiants n'ont pas non plus échappé à son regard.
Ses lithographies sont peu nombreuses mais de grande qualité, et il y exprime une facette tout à fait distincte de son caractère artistique. Ce sont des groupes de personnes effectivement connectées les unes aux autres, contrairement à l'aliénation mutuelle des coulisses[pas clair]. Parmi ces lithographies figurent par exemple Modinha (« Petite mode », 1944) et A Fonte (« La Fontaine », 1944). Modinha, qui a reçu une médaille d'argent au Salão Nacional de 1944, représente un groupe de gauchos buvant du maté et écoutant la musique d'un gaiteiro. La composition, malgré le thème traditionnel du gaucho, est tout sauf traditionnelle dans l'iconographie de ce thème : le gaiteiro est allongé sur le sol, sans prétention ; il y a une femme nue à ses pieds, et derrière eux un couple qui s'embrasse. Tout au long de la composition, la sensualité déborde, et comme détail fétichiste, la femme nue porte des chaussures à talons hauts. Dans A Fonte, il reconstitue une scène de l'Antiquité classique à travers le filtre moderniste, mais là encore, la sensualité est mise en avant. Plusieurs jeunes filles se déplacent autour d'une fontaine, avec des cruches sur la tête, dans des poses langoureuses et des corps nus ou partiellement vêtus,. Angelo Guido lui-même, critique pourtant conservateur, en a loué les qualités novatrices : « Le motif a été transfiguré dans la stylisation. Les personnages, avec leurs nus voluptueux, dessinés avec tant de subtilité, ont sauté du subconscient, où le réel s'est transformé en vision esthétique. [...] Voici une façon d'être éminemment moderne, sans transcender le réel, sans pour autant glisser dans des déformations choquantes, sans renoncer au sens de la compréhension, de la clarté, et d'un sens de la beauté qui, par le fait de se faire comprendre, n'a rien de superficiel ». Il en va de même pour Serenidade (« Sérénité », 1940) qui, pour Scarinci, est l'une des premières lithographies vraiment créatives produites dans l'État, mais dans Madona (1942), l'austérité classiciste prédomine.
Dans ses quelques œuvres murales également, il a accentué le caractère abstrait, stylisé et classiciste de la composition, comme celles qu'il a laissées au septième étage du bâtiment de l'Institut des Arts.

### Fahrion par lui-même
João Fahrion a laissé peu de traces écrites sur son monde intérieur, sa perception de l'extérieur, sur l'art, mais d'un autre côté, il a produit une magnifique et vaste série d'autoportraits, dont l'importance dans le Rio Grande do Sul n'est dépassée que par le travail d'Iberê Camargo dans ce genre, et qui sont également importants parce qu'ils offrent des aperçus de l'homme derrière l'artiste. Fahrion s'est représenté de diverses manières, dans des dizaines d'œuvres créées tout au long de sa carrière. Dans plusieurs d'entre elles, il donne libre cours à un élément ludique et jovial, et se présente en costume, comme dans la plus ancienne d'entre elles, datée 1925, montrant le peintre habillé en arlequin, assis comme un modèle qui pose, avec une expression composée. Dans d'autres apparaissent des collections d'objets chargés d'émotion et de significations symboliques, tels que des jouets d'enfants, des masques, des livres, des poupées, des miroirs, des costumes, des autoportraits dans des autoportraits. En règle générale, son regard est pénétrant, presque provocateur. Sur le plan technique, ce sont souvent des œuvres audacieuses et vibrantes, avec une liberté et une violence sensibles dans le coup de pinceau, déstructurant la continuité des plans de l'espace, raréfiant la matière picturale et ne formant la figure qu'avec des traits bruts mais précis, sûrs et essentiels, qui en pratique font de beaucoup d'entre eux des dessins au pinceau. Pour Paula Ramos, il y a dans ces portraits une tension constante entre la liberté et la nécessité de maîtriser une technique spécifique pour une représentation efficace, tension qui a également été soulignée par le critique Carlos Scarinci,,.
Parmi ses écrits, on trouve quelques poèmes en vers libres, le plus souvent humoristiques ou sarcastiques, qui révèlent certaines de ses pensées. Sur une carte de Noël adressée à son neveu, il a écrit :
| Raul Eu trago aqui E para ti O 'elemento' O fermento Para o fuzil e tudo o mais. Coitados dos tico-ticos e pardais... Lembra-te entretanto Que estourando Do trabuco o caniço Vira tudo em chouriço! Teu colega enternecido - Benevides Burrecido. | Raul J'apporte ici Et pour toi L'« élément » La levure Pour le fusil et tout le reste. Pauvres moineaux... Mais n'oubliez pas Que par l'éclatement La canne du roseau Transforme tout en saucisses ! Ton collègue compatissant - Benevides Burrecido. |

Dans une autre note à son neveu, il a rassemblé plusieurs épigrammes en guise de réflexions : « On dit que l'homme se différencie de l'animal par le rire ; je pense qu'il se différencie par la queue qui lui manque. » ; « L'expérience pour la vie n'est rien d'autre que de savoir que sous le fil sur lequel nous nous équilibrons se trouve le vide de l'abîme. » ; « L'homme doit croire en quelque chose, car je crois en la béatitude du mutisme. » Ses lectures donnent également d'autres indices : il préfère la littérature romantique germanique, d'auteurs tels que Hoffmann, Heine et Goethe, mais il apprécie également Boccace et Cervantes. Dans cette littérature, les thèmes tragiques, mystérieux, existentialistes et mélancoliques sont fréquents, reflétant son expérience personnelle. Il possédait une édition illustrée sur l'œuvre du peintre Edvard Munch, son préféré, l'auteur d'une œuvre également teintée de tragique, auquel il recourait fréquemment, bien que la famille sache qu'après chaque lecture Fahrion plongeait dans la dépression.
Il a également laissé quelques déclarations sur le monde de l'art, publiées dans deux articles polémiques du Correio do Povo, des textes intéressants par leur rareté et leur force, où il combattait dans ses lignes générales les excès du modernisme, en particulier l'abstraction, l'applaudissement trop rapide des nouveautés, et la primauté du discours sur l'expérience directe :

« Il n'est pas à douter ici de l'Art actuel dans son authenticité. Ce qui fait réfléchir, c'est qu'elle est portée à des extrêmes aussi désespérés que ceux auxquels nous assistons, démontrant pratiquement l'irrésistibilité et la surévaluation de la spéculation expérimentale - analytique par l'attrait des théories et des tendances de la dernière ou avant-dernière heure. Il serait curieux de chercher des parallèles entre ce genre de réceptionnisme dans la critique artistique et l'Art d'aujourd'hui, alors que le premier, avec des apparences de clairvoyance éclairée, semble s'exhiber avec des halètements prophétiques par la chasse effrénée à la parole divinatoire, et avec l'agilité d'un prestidigitateur, faire apparaître du chapeau les pigeons blancs et les lapins métaphysiques avec leurs "ismes" bien catalogués. Dans les activités artistiques dont nous sommes témoins, les conférences sur l'art bénéficient d'une grande préférence et d'un intérêt général. [...] Car il est évident qu'il est toujours plus facile et plus accessible au commun des mortels de comprendre la parole et la sonorité que le silence ahurissant d'une œuvre d'art qui n'explique pas pourquoi elle est là... »

« Toutes ces idéologies, ces fumées, ces théories spéculatives et ces dogmes pour le renouvellement de la forme dans l'Art, sont presque une invitation à beaucoup. [...] à pouvoir dissimuler des déficiences de capacité sous le manteau que dans l'abstrait, la libération de l'expression artistique directe et immédiate.... se manifeste. On dit que "refléter la nature dans les couleurs et les formes est une affaire de singe". L'argument est trop connu et trop utilisé. Mais ce qui fait réfléchir, c'est que depuis le premier abstractionnisme et ses dérivés, et qu'il y a déjà un demi-siècle, rappelez-vous Kandinsky, la recherche continue à marquer le temps et toujours dans la même frénésie et la même frénésie de la corde de tam-tam [...]. Y a-t-il un via crucis plus fastidieux et plus fatigant que de visiter une exposition, une collection, une galerie, avec des collections exclusives de tachismes, d'informalismes et autres absolutismes ? Je ne sais pas. N'est-ce pas comme être dans une réunion de sourds-muets ? La « conversation » est vive et gesticulante, et l'anecdote était, pour l'effet, remarquablement pétillante, mais... »

En même temps, il s'est moqué de l'artiste qui recherche la célébrité immédiate. Il s'interroge également sur l'utilisation politique ou simplement décorative de l'art par les organismes officiels et déplore la faible qualité esthétique des monuments publics, tout en étant conscient de l'importance du contexte régional dans la production et la consommation de l'art comme moyen de lui conférer authenticité et force :

« Il ne faut cependant pas ignorer que les vagues de la marée, lorsqu'elles arrivent ici, ont déjà en partie perdu leur élan et ne viennent pas entraver beaucoup le doux nirvana que suppose un provincialisme protégé d'un plus grand ébranlement par les impacts de l'avant-garde Art. [...] Comprenant l'Art comme une manifestation qui trouve ses caractéristiques dans le milieu d'où elle est issue, on ne peut voir dans le mot provincialisme moins que la légitimité de cet Art. »

## Réception

### Réception critique
Son talent a été révélé très tôt et il a rapidement reçu des critiques positives. Sa première exposition publique, en 1920, lui vaut les éloges de Fernando Corona et de José Rasgado Filho. L'année suivante, pendant ses études en Europe, la famille reçoit une lettre de l'un de ses professeurs, Scerk, attestant qu'il se distingue « par son zèle et un talent extraordinaire, de sorte que l'on peut prédire avec certitude de grands succès dans sa carrière d'artiste ». Dans les premiers salons auxquels il a participé, les éditions de 1922 et 1925 du distingué Salão Nacional de Rio de Janeiro, il a reçu des médailles, et dès qu'il est revenu exposer à Porto Alegre, il a également retenu l'attention du public et de la critique.
Entre les années 1930 et 1940, au cours de sa carrière d'illustrateur, à travers la Revista do Globo et les livres qu'il a illustrés, son nom était connu et prestigieux dans tout le Brésil, et ses portraits de l'élite confirmaient sa renommée parmi les Riograndais,. Dans une revue de 1944, le critique d'art Angelo Guido s'était déjà pleinement montré conquis par son talent : « Si l'art est la révélation d'une sensibilité qui a pleinement conquis les moyens techniques de s'exprimer, João Fahrion est un artiste au sens le plus noble du terme, l'un des artistes brésiliens les plus raffinés de nos jours ». Lors de l'exposition qu'il organise au Musée national des Beaux-Arts en 1953, Celso Kelly lui réserve un accueil chaleureux, déclarant que sa personnalité est d'une importance indéniable pour les arts du Sud, et que « sa peinture — cela vaut la peine de la voir — dénonce immédiatement une irrésistible vocation plastique. Il dessine avec sécurité, sans aucun artifice, en plantant les éléments parfaitement à l'aise dans ses compositions. [...] Il est collé à la réalité et au figurativisme, mais les interprète avec grandeur, avec vigueur, avec jeunesse ». Aldo Obino, en revanche, en se référant au même événement, a déclaré que les critiques de Rio l'avaient « maltraité », mais n'a pas donné plus de détails.
À partir des années 1960, sa présence au centre de la vie culturelle du pays semble s'être progressivement effacée, mais au Rio Grande, elle a continué à s'envoler. À sa mort en 1970, toutes les nécrologies locales ont rendu hommage à son talent polyvalent et à son œuvre polymorphe. Lors de sa rétrospective en 1971 au Círculo Militar de Porto Alegre, qui réunit près de soixante-dix œuvres, la critique gauchiste polit à nouveau son image,. Lors de la rétrospective organisée par le musée d'Art Rio Grande do Sul Ado Malagoli en 1976, intitulée « João Fahrion Revisitado », il est à nouveau considéré comme un créateur remarquable. Fernando Corona, à cette occasion, l'a qualifié comme étant « l'un de nos plus grands artistes plastiques », ce dont se sont fait l'écho Décio Presser et Luís Carlos Lisboa, le premier le désignant comme « l'un des plus importants artistes du Rio Grande do Sul » et le second comme « l'un des piliers de la peinture et du dessin dans les arts plastiques du Rio Grande do Sul »,. À cette époque également, un long article de Carlos Scarinci a été publié dans le Correio do Povo, qui reconnaissait sa valeur dans les différents domaines auxquels il se consacrait, mais soulignait également les conflits internes à son travail et invoquait la nécessité de poursuivre les études sur cette œuvre.

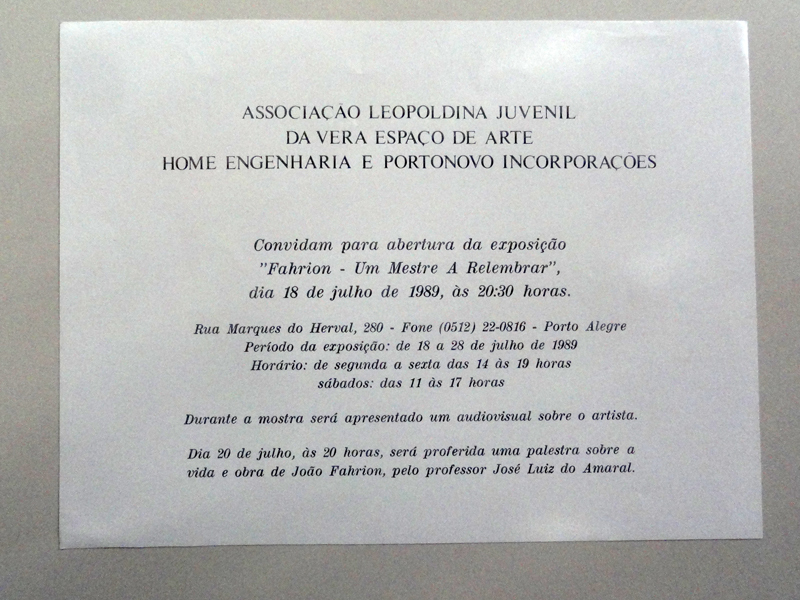
Invitation à la rétrospective Fahrion - Um Mestre a Relembrar de 1989 (Collection du MARGS).

Son prestige était encore grand à la fin des années 1980, lorsqu'en 1989, la Da Vera Espaço de Arte et l'Association des jeunes Leopoldina ont organisé une autre rétrospective : « Fahrion - Um Mestre a Relembrar » (« Fahrion - Un maître à retenir »). Dans le catalogue, Paulo do Couto e Silva le qualifie de « l'une des plus fortes individualités de la peinture brésilienne », propriétaire d'un style très personnel, mais déplore que dans le reste du Brésil, il soit déjà assez oublié. En commentant l'événement dans la presse, Evelyn Berg a rappelé la célébrité dont il avait joui dans la vie et a conclu en disant qu'il avait effectivement laissé une marque puissante derrière lui. Toujours en 1989, l'Institut national des arts visuels a lancé un projet consacré à la révélation de jeunes talents qui a pris son nom en référence à son rôle d'introducteur de nouvelles idées dans l'art national. Près de dix ans plus tard, Eduardo Veras déplore cependant la perte rapide de la mémoire collective de l'artiste, car à l'occasion du centenaire de sa naissance, en 1998, à Porto Alegre même, aucun hommage officiel, aucune exposition, aucune rétrospective n'ont été programmés, alors qu'à cette époque, son nom avait été donné à des espaces institutionnels de la Casa de Cultura Mário Quintana, du Centre culturel APLUB, de MARGS, du presbytère et de l'Institut des arts de l'Université fédérale du Rio Grande do Sul.
Les critiques récentes le considèrent comme un maître indéniable, à l'échelle de l'État, mais il mérite encore une analyse plus approfondie et une diffusion plus large. En raison de sa maladie, une sorte de rideau de silence s'est formé autour de lui, et peu de choses ont été enregistrées sur sa vie et son œuvre de son vivant, ce qui entrave les recherches actuelles. À l'exception de la thèse de doctorat de Paula Ramos, où il est étudié en détail, mais avec d'autres, et de la thèse de maîtrise de Solange Vignoli, celle-ci exclusivement consacrée à l'artiste, mais qui n'a pas été publiée, il n'existe pas d'autres recherches substantielles sur sa vie et son œuvre, il n'a toujours été l'objet d'une monographie destiné au grand public. Il n'est donc pas étonnant qu'il soit un inconnu pour beaucoup et qu'il souffre encore de plusieurs préjugés, soit de ceux qui considèrent l'illustration comme une expression artistique moins « noble », soit de ceux qui, l'accusant d'être un dilettante et un provincial, ignorent sa formation européenne, sa vaste culture visuelle et littéraire, son professionnalisme zélé et son dévouement total à l'art, soit enfin de ceux qui ne le voient encore que comme un académicien servile aux goûts d'une élite conservatrice,,.
Il est cependant établi que, ayant eu un contact direct avec l'avant-garde moderniste européenne en pleine ébullition et restant tout au long de sa carrière toujours à l'écoute des mouvements internationaux, Fahrion a contribué de manière appréciable à dynamiser les arts du Brésil et plus spécifiquement du Rio Grande do Sul au moment crucial de la transition du système culturel académique vers le système moderniste. Pour Obino, il fut un véritable pionnier : il a laissé une œuvre vaste, variée, érudite et raffinée, techniquement habile, sensible, et qui incorporait des éléments des deux esthétiques en conflit, créant un style personnel qui est devenu inimitable. Ce caractère hybride et transitoire, cette incertitude, ce « vide de l'abîme » sur lequel nous nous équilibrons, comme il l'a dit lui-même un jour, et qui est sensible dans tant de ses compositions, est peut-être l'une des sources du malaise qui empêche une certaine partie de la critique et du public d'apprécier davantage sa réalisation. On a au moins remarqué que son travail est plus ambigu, plus riche et plus stimulant qu'une appréciation rapide ne pourrait le dire, ce qui laisse finalement la question de sa véritable grandeur sans réponse pour l'avenir. Comme le dit José Luiz do Amaral, parmi la variété complexe de son travail, « il y a cependant des preuves d'un même projet, d'une même façon de voir et d'exprimer le monde. Cette unité dans l'œuvre de João Fahrion n'a pas toujours été perçue par les critiques hâtifs qui ne voient dans ses portraits que le thème de la vie en société et ne se préoccupent même pas de vérifier la signification du procédé pictural en tant que langage et processus d'élaboration plastique ». Walmir Ayala a noté que « dans un processus d'évolution de la figure vers le Pop Art et l'Hyperréalisme, cette œuvre de Fahrion, pour son esprit rénovateur, occuperait une place remarquable ». Enfin, les chercheurs du Musée national des Beaux-Arts résument leur position actuelle : « Avec un tempérament fermé et une vie recueillie, son œuvre est bien reconnue dans le Rio Grande do Sul et dans les collections privées. [...] Le réalisme de ses pinceaux dans l'enregistrement de décors et d'environnements féminins, la fermeté du dessin couplée à la sensibilité et à l'expressivité physionomique de ses personnages, témoignent de la qualité de la production de Fahrion, qui mérite sans aucun doute une plus grande attention que celle qui lui a été accordée jusqu'à présent. »
Parmi ses élèves les plus remarquables, citons Plínio Bernhardt (pt), Ernesto Frederico Scheffel (pt), Iberê Camargo et Regina Silveira. 
Ses œuvres sont conservées dans les collections de la Pinacothèque Barão de Santo Ângelo (pt), de la Pinacothèque APLUB (pt), de la Pinacothèque Aldo Locatelli (pt), du musée d'Art Rio Grande do Sul Ado Malagoli, de l'Institut culturel nord-américain du Brésil (pt), du Musée de l'Université fédérale du Rio Grande do Sul et du Musée national des Beaux-Arts, ainsi que de nombreuses collections privées.

### Prix et reconnaissance
Voici une liste de ses distinctions les plus significatives :
- Médaille de bronze au Salon national des Beaux-Arts (1922) ;
- Médaille d'argent au Salon national des Beaux-Arts (1924) ;
- Prix de l'hémisphère occidental au Salon national des beaux-arts (1939) ;
- Médaille d'or, deuxième Salon des beaux-arts du Rio Grande do Sul (1940) ;
- Prix d'acquisition au Salon national des Beaux-Arts (1940) ;
- Médaille d'argent, Salon national des beaux-arts, Rio Grande do Sul (1944) ;
- Prix d'acquisition au Salon national des Beaux-Arts (1953) ;
- Prix de la Caixa Econômica do Rio Grande do Sul au Salon officiel des beaux-arts de l'État (1955).